# هاتون لویچو
هاتون لویچو (به اسپانیایی: Hatun Luychu) یک کوه در پرو است که در منطقه کوسکو واقع شده‌است. هاتون لویچو ۴٬۴۰۰ متر بالاتر از سطح دریا واقع شده‌است.